# Bahnhof Berlin Jungfernheide
Der Bahnhof Berlin Jungfernheide ist eine Eisenbahnstation im Berliner Ortsteil Charlottenburg-Nord des Bezirks Charlottenburg-Wilmersdorf. Sie wird von Zügen des Regionalverkehrs und der S-Bahn Berlin bedient. Unter der Eisenbahntrasse und dem östlichen Stationszugang liegt der U-Bahnhof Jungfernheide der Berliner U-Bahn.
Der Bahnhof der S-Bahn und der Regionalzüge hat an beiden Bahnsteigenden Zugänge, diese führen durch Fußgängertunnel jeweils auf die Max-Dohrn- und auf die Olbersstraße. Vom östlichen Fußgängertunnel aus erfolgt der Zugang zum U-Bahnhof. In beiden Straßen befinden sich Bushaltestellen in Bahnhofsnähe sowie Fahrradabstellplätze und in unmittelbarer Nähe ein P&R-Parkplatz. Aufzüge im östlichen Fußgängertunnel ermöglichen den barrierefreien Zugang zu allen Bahnsteigen.

## Station der Eisenbahn
Nachdem der preußische König Wilhelm I. den Bau einer Ringbahn rund um Berlin hatte beschließen lassen, wurde zwischen 1871 und 1877 der Verkehr auf der Strecke in mehreren Schritten aufgenommen. In der Nähe der Jungfernheide wurde nachträglich ein gleichnamiger Bahnhof mit einem Mittelbahnsteig eingefügt und am 1. Mai 1894 eröffnet. Da ab 1908 auch Vorortbahnen vom Lehrter Bahnhof in die westlichen Vororte (Wustermark, Nauen und weiter) halten sollten, wurde ein zweiter Bahnsteig hinzugefügt.

Gleisplan des Bahnhofs, 1958

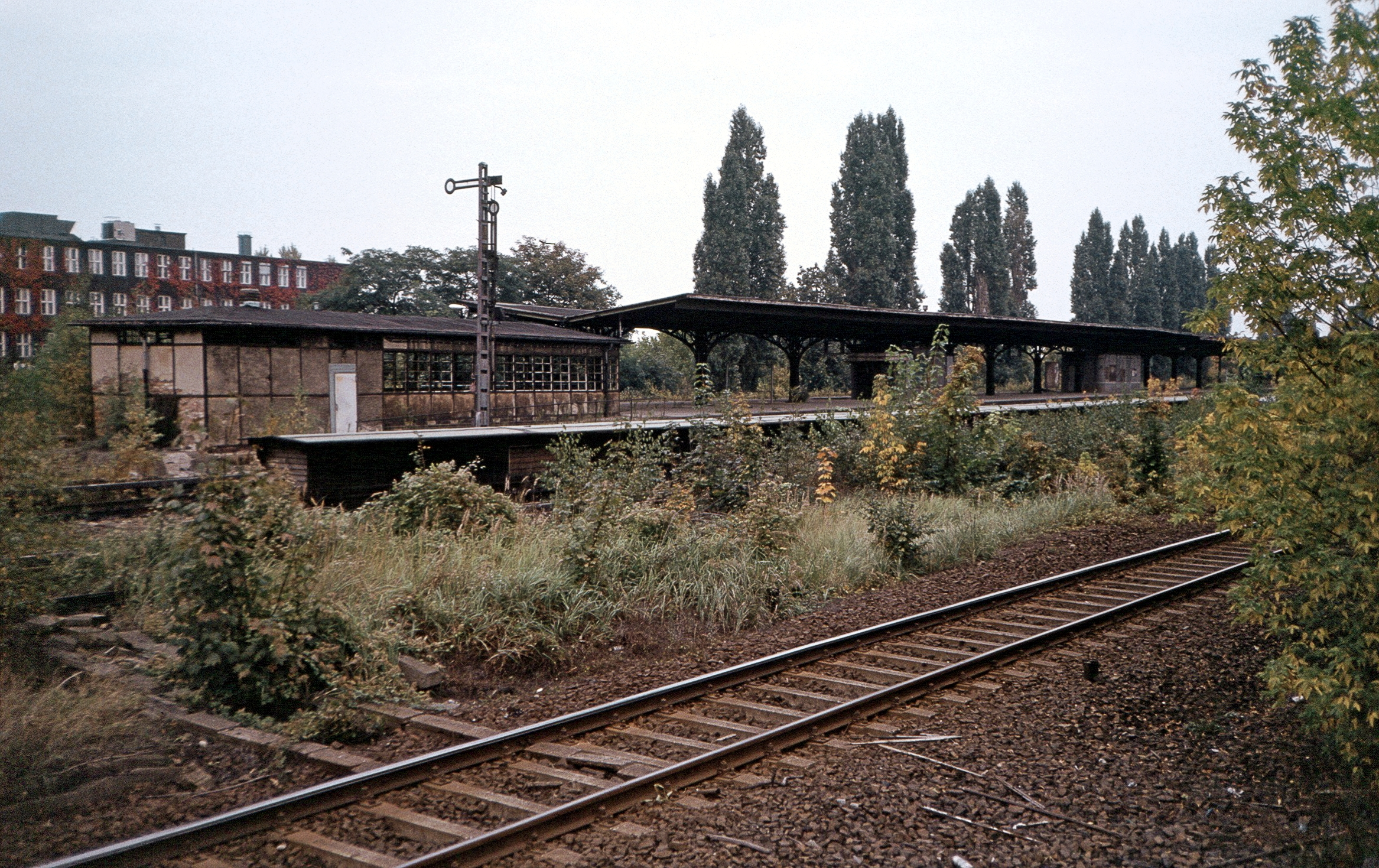
Brachliegender S-Bahnsteig, 1987

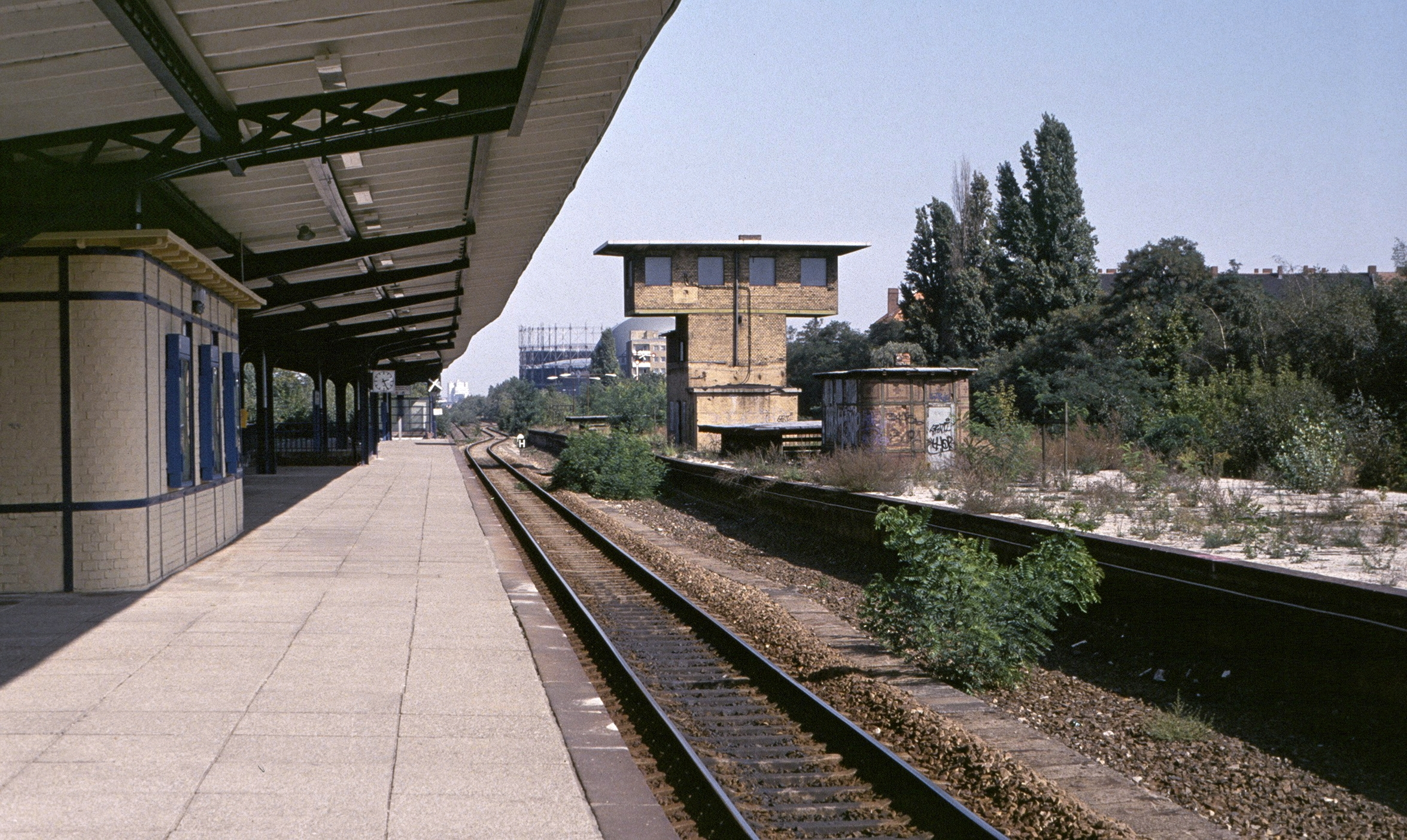
Bahnsteige B (links) und A, 1992

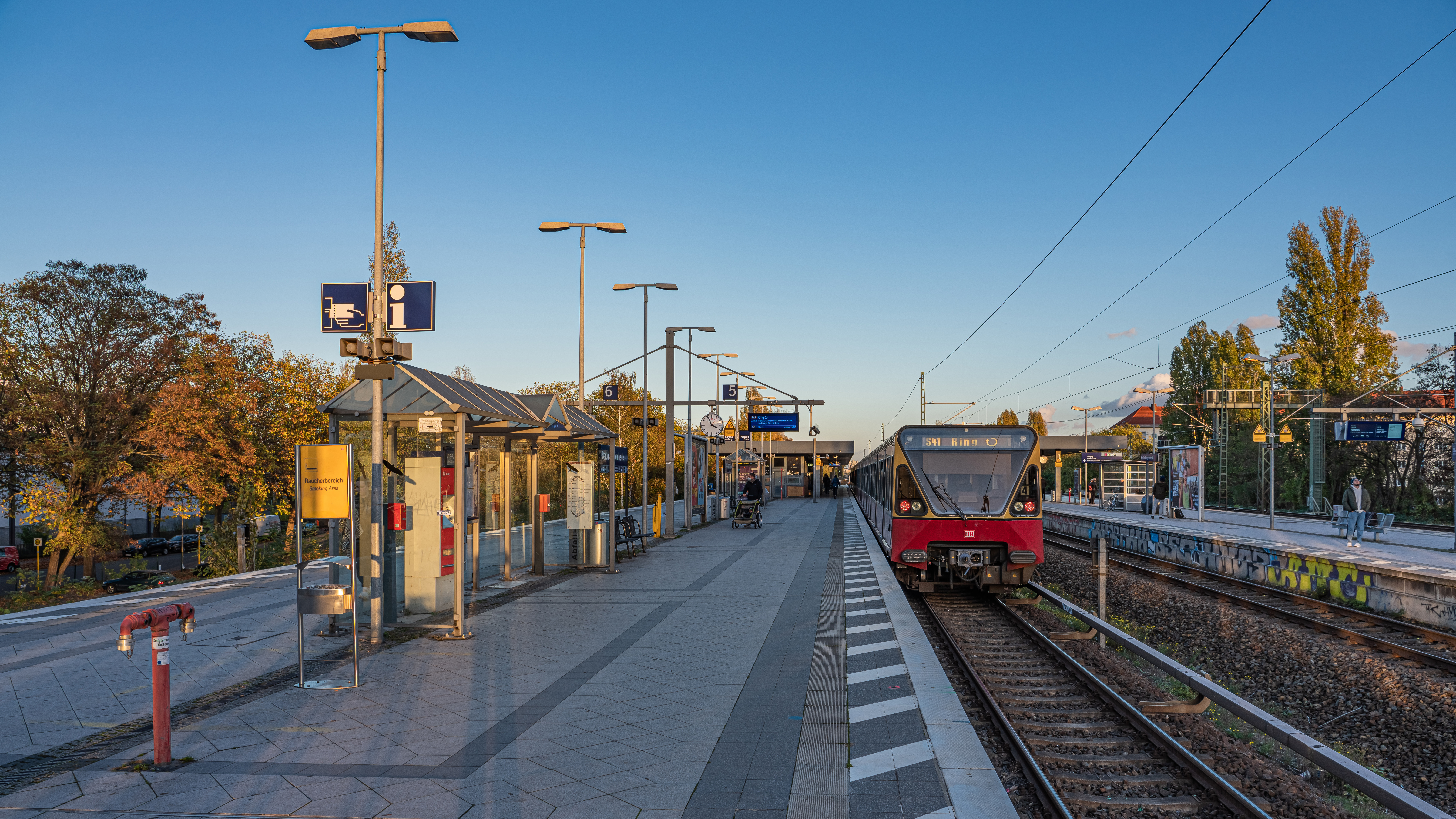
S-Bahnsteig B mit Zug der Baureihe 480, rechts der Regionalbahnsteig A

In den 1920er Jahren wurden nach und nach die Vorortstrecken mit Stromschienen elektrifiziert, da dort das neue S-Bahn-System Einzug halten sollte. Am Bahnhof Jungfernheide geschah das am Bahnsteig B im Jahr 1929.
Der Siemens-Konzern hatte für seine Werkarbeiter mit der Siemensbahn eine eigene S-Bahn-Strecke finanziert. Der Anschluss dieser zwischen 1927 und 1929 errichteten Neubaustrecke erfolgte am Bahnhof Jungfernheide. Dafür wurde etwas weiter östlich der bereits vorhandenen Bahnsteige ein dritter errichtet, der als ‚Bahnsteig C‘ bezeichnet wurde.
Damit war das Kuriosum entstanden, dass die von der Siemensbahn (aus Gartenfeld) kommenden S-Bahn-Züge zweimal an der Station Jungfernheide hielten, wenn sie dort endeten: zuerst am Bahnsteig B und nach etwa 200 m am Bahnsteig C.
Während des Zweiten Weltkriegs wurde der Betrieb bis April 1945 aufrechterhalten, erst dann wurde auch die Station Jungfernheide stillgelegt. Doch bereits im Juni fuhren hier wieder Dampfzüge im provisorischen Verkehr und ab August elektrische Züge.
Um den Lehrter Bahnhof, der immer noch den Vorortverkehr nach Wustermark und Nauen abwickelte, stilllegen zu können, wurden die – nach der Demontage durch die sowjetische Besatzungsmacht – verbliebenen Fernbahngleise der Lehrter Bahnstrecke von Jungfernheide nach Spandau ebenfalls elektrifiziert. Am 28. August 1951 fuhren hier S-Bahn-Züge der Verbindung von Spindlersfeld nach Staaken. Der Lehrter Bahnhof wurde geschlossen, Reisende ins Umland mussten in Staaken und Falkensee auf ihre Vorortzüge umsteigen.
Durch den S-Bahn-Boykott in West-Berlin gingen die Fahrgastzahlen rapide zurück. Im Gegenzug wurden zahlreiche neue U-Bahn-Strecken gebaut, auch die U-Bahn-Linie 7 nach Spandau. Dafür wurde der Bahnsteig C abgerissen und der Bahnsteig B verbreitert. Ein Umsteigen von der S- zur U-Bahn war nicht mehr möglich, weil nach dem Reichsbahnerstreik im September 1980 der Betrieb der S-Bahn am Bahnhof Jungfernheide komplett stillgelegt wurde; nur ein Rumpfnetz im Stadtinnern wurde noch von der Deutschen Reichsbahn betrieben.
Provisorisch fuhren von 1992 bis 1994 Regionalzüge ab Jungfernheide in Richtung Nauen über das ehemalige S-Bahn-Gleis. Wenige Monate später wurde der Betrieb wieder eingestellt und zum Bahnhof Westkreuz verlegt, damit hier die Bauarbeiten für die Reaktivierung der Ringbahn vorgenommen werden konnten.
Nach jahrelangen Arbeiten ging am 15. April 1997 der S-Bahnsteig mit der S-Bahn-Verlängerung aus Westend in Betrieb. Nun fuhren hier nach 17 Jahren wieder S-Bahn-Züge. 1999 verkehrten die Ringzüge bereits bis zum zwei Stationen weiter gelegenen Bahnhof Westhafen. Am 15. Juni 2002 wurde die Ringbahn wieder vollständig in Betrieb genommen.
Seit Ende 2015 erfolgt die Zugabfertigung durch den Triebfahrzeugführer mittels Führerraum-Monitor (ZAT-FM).
Der Regionalbahnsteig liegt an den Gleisen der Bahnstrecke Berlin–Lehrte. Dieser wird seit dem 28. Mai 2006 wieder von Regionalzügen genutzt. Zeitgleich wurden auch der neue Nord-Süd-Eisenbahntunnel, der Berliner Hauptbahnhof sowie drei weitere Bahnhöfe eingeweiht. Südlich führen die Gütergleise der Ringbahn vorbei.
Ehe der S-Bahn-Ring in diesem Bereich reaktiviert wurde, wurde in den frühen 1990er Jahren dessen Bahnsteig B als Endbahnhof für Regionalzüge genutzt.

Im Zuge der Reaktivierung der Siemensbahn soll der Bahnhof wieder eine dritte Bahnsteigkante erhalten. Die Baumaßnahmen sollen 2026 beginnen, die Reaktivierung ist für Herbst 2029 geplant.

## U-Bahnhof

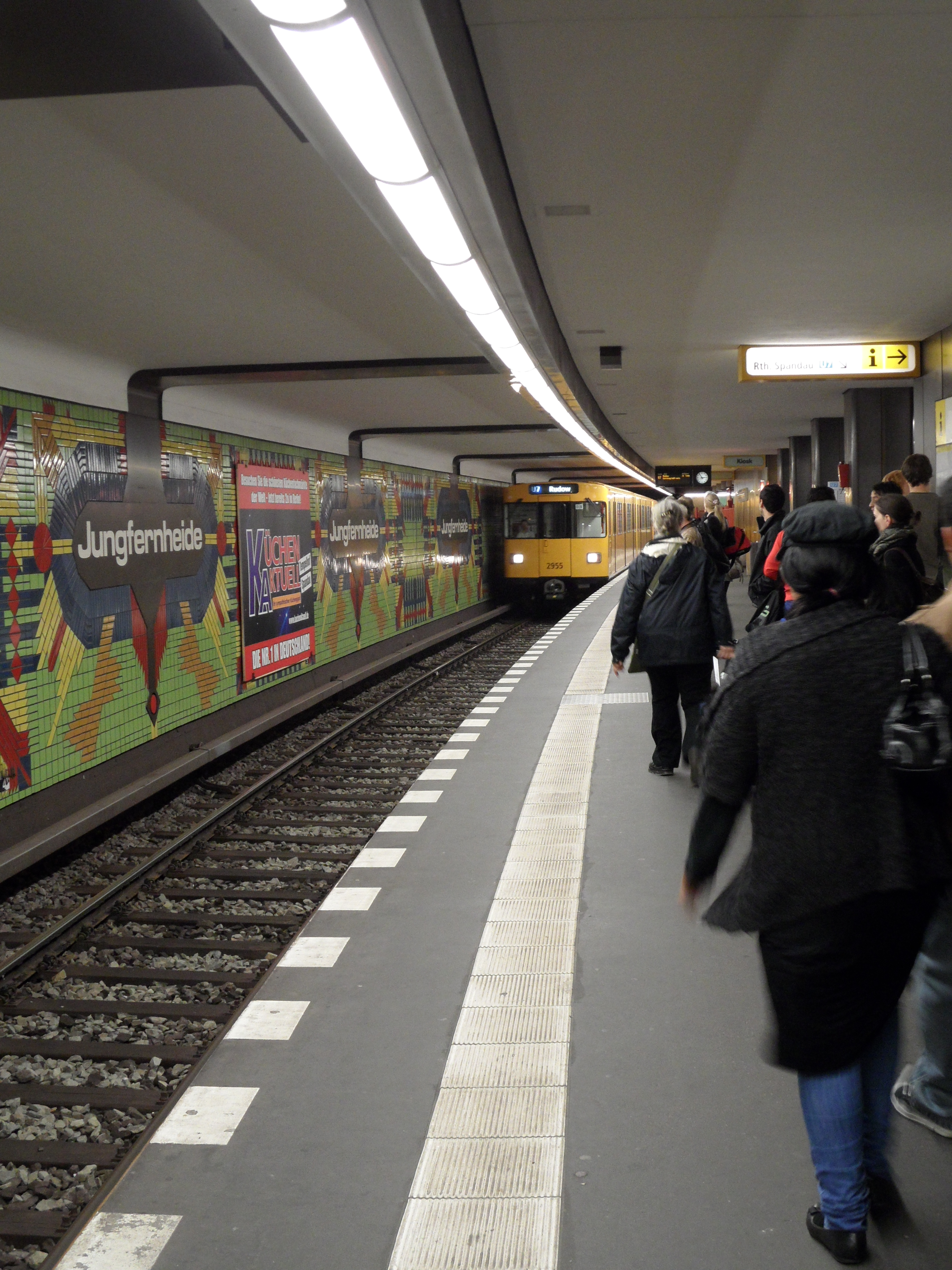
Oberer Bahnsteig
des U-Bahnhofs
(Fahrtrichtung Rudow)

Der U-Bahnhof Jungfernheide wurde am 1. Oktober 1980 anlässlich der Inbetriebnahme der Strecken vom Rohrdamm zum Richard-Wagner-Platz der heutigen Linie U7 eröffnet. Ursprünglich war hier zu diesem Zeitpunkt ein Umsteigen zur S-Bahn geplant. Diese war aber infolge des Reichsbahnerstreiks zwei Wochen vorher stillgelegt worden.
Die Gestaltung übernahm, wie bei allen Berliner U-Bahn-Neubauten in dieser Zeit, der Architekt Rainer Gerhard Rümmler. Es entstand ein mit bunten, auf Keramikfliesen gebrannten Blumenmotiven verzierter Bahnhof, der jedoch anfangs durch die karge Beleuchtung sehr dunkel wirkte. Mittlerweile werden die abgesperrten Bereiche der Bahnsteige ebenfalls beleuchtet.
Der Bahnhof ist mit zwei Bahnsteigen übereinander ausgelegt, da eine Anbindung des damaligen Flughafens Tegel durch die verlängerte U-Bahn-Linie U5 vorgesehen war. Dazu wäre jeweils die östliche Bahnsteigkante auf beiden Ebenen genutzt worden. Angesichts der Schließung des Flughafens Tegel werden diese Überlegungen vorläufig nicht weiterverfolgt. Die Verlängerung ist im Flächennutzungsplan vorgesehen. Heute halten am oberen Bahnsteig die Züge in Richtung Rudow, am unteren Bahnsteig die Züge in Richtung Rathaus Spandau.
Am 17. Dezember 1997 erhielt der U-Bahnhof einen Aufzug, der beide Bahnsteige mit der Vorhalle verbindet.
In einem Teil des Bahnhofs und dem sich anschließenden nicht genutzten Streckentunnel befindet sich die Feuerwehr-Übungsanlage der Berliner U-Bahn. Sie wurde am 14. Juli 2003 eingeweiht. Die Anlage ist 350 m lang, einschließlich einer 90 m langen Rauchkammer. Neben dem BVG-eigenen Personal trainieren im Notfallübungscenter (NÜC) auch Einsatzkräfte von Feuerwehr, Polizei, Notärzten und Technischem Hilfswerk die Brandbekämpfung und Evakuierung. Auch ein Notausstieg kann in die Übungen einbezogen werden.
Ende 2018 wurde der U-Bahnhof zusammen mit zwölf weiteren Stationen als Zeitzeuge für den West-Berliner U-Bahn-Bau der 1960er und 1970er Jahre unter Denkmalschutz gestellt.

## Anbindung
Der Bahnhof wird von vier Regionallinien, zwei Linien der S-Bahn sowie einer Linie der U-Bahn bedient. Es bestehen Umsteigemöglichkeiten zu den Omnibuslinien X21, M21, M27 und 109 der BVG.
| Linie                    | Verlauf |
| ------------------------ | --- |
| RE 4                     | (Stendal –) Rathenow – Wustermark – Berlin Jungfernheide – Berlin Potsdamer Platz – Berlin Südkreuz – Ludwigsfelde – Jüterbog – Falkenberg (Elster) |
| RB 10                    | Nauen – Falkensee – Berlin-Spandau – Berlin Jungfernheide – Berlin Hauptbahnhof – Berlin Potsdamer Platz – Berlin Südkreuz |
| RB 14                    | Nauen – Falkensee – Berlin-Spandau – Berlin Jungfernheide – Berlin Hauptbahnhof – Berlin Potsdamer Platz – Berlin Südkreuz |
| RB 21                    | Berlin Gesundbrunnen – Berlin Jungfernheide – Berlin-Spandau – Dallgow-Döberitz – Wustermark – Golm – Potsdam |
| ↻ ↺                      | Gesundbrunnen – Schönhauser Allee – Prenzlauer Allee – Greifswalder Straße – Landsberger Allee – Storkower Straße – Frankfurter Allee – Ostkreuz – Treptower Park – Sonnenallee – Neukölln – Hermannstraße – Tempelhof – Südkreuz – Schöneberg – Innsbrucker Platz – Bundesplatz – Heidelberger Platz – Hohenzollerndamm – Halensee – Westkreuz – Messe Nord/ZOB – Westend – Jungfernheide – Beusselstraße – Westhafen – Wedding – Gesundbrunnen |
|                          | Rathaus Spandau – Altstadt Spandau – Zitadelle – Haselhorst – Paulsternstraße – Rohrdamm – Siemensdamm – Halemweg – Jakob-Kaiser-Platz – Jungfernheide – Mierendorffplatz – Richard-Wagner-Platz – Bismarckstraße – Wilmersdorfer Straße – Adenauerplatz – Konstanzer Straße – Fehrbelliner Platz – Blissestraße – Berliner Straße – Bayerischer Platz – Eisenacher Straße – Kleistpark – Yorckstraße – Möckernbrücke – Mehringdamm – Gneisenaustraße – Südstern – Hermannplatz – Rathaus Neukölln – Karl-Marx-Straße – Neukölln – Grenzallee – Blaschkoallee – Parchimer Allee – Britz-Süd – Johannisthaler Chaussee – Lipschitzallee – Wutzkyallee – Zwickauer Damm – Rudow |
| Stand: 11. Dezember 2022 | |